# Operationele leasing
Operationele leasing is een leasevorm waarbij de kredietverstrekker of lessor een deel van de economische eigendom behoudt door zelf in te staan voor het onderhoud van het voorwerp. Hiermee vermijdt de lessor het risico dat deze wel heeft bij financiële leasing. Daarbij kan een meer dan normale waardevermindering van het voorwerp optreden door gebrek aan onderhoud door de kredietnemer of lessee. De lessee krijgt het genot van het goed en het risico ligt nu aan zijn kant: een vermindering van het genoten voordeel door gebrek aan zorgen van de lessor. Daarvoor kunnen clausules van schadevergoeding ingebouwd worden. Dit is de meest traditionele vorm van leasing en lijkt op huur. Het grootste verschil tussen operationele leasing en huur is dat er bij de eerste een aankoopoptie is.
De looptijd bij operationele leasing is kort vergeleken met de economische levensduur. Daardoor is de opbrengst van de huurgelden kleiner dan het investeringsbedrag. Dat betekent dat het economisch risico na afloop van de lease voor de lessor is. Het risico wordt daarmee gedeeld tussen de lessor en lessee, wat gunstig is voor de laatste.

## Productvormen
Operationele leasing kent de volgende productvormen:

### Full operational lease
Compleet leaseproduct, hier zitten vaak alle kosten in de maandtermijn verwerkt. Te denken valt aan brandstofkosten (voorschot), onderhoud, verzekering, wegenbelasting en een eventuele (winter-)bandenregeling.

### Sale & Lease back
Verkoop van de huidige auto of wagenpark aan de leasemaatschappij, die het voertuig direct terug verhuurt.

### Netto operational lease
Enkele kosten zijn verwerkt in de maandtermijn zoals verzekering en wegenbelasting. Overige kosten als onderhoud, winterbanden en dergelijke zijn vaak voor de klant zelf. Daarnaast is bij deze vorm vaak een eindtermijn ingebouwd waarbij de klant het object direct kan aankopen na afloop van het contract.

## Voordelen van full operational lease
Een belangrijk voordeel van full operationele lease is de mogelijkheid om alle kosten voor de auto vooraf nauwkeurig te begroten. Daarnaast is het mogelijk om het totale beheer en onderhoud van operational leaseauto's zonder meerkosten uit te besteden aan erkende merkdealers. Bovendien wordt er geen beslag gelegd op de liquiditeit van een bedrijf. De auto komt namelijk niet op de activa van het bedrijf. Op die manier ontstaat er geen balansverlenging. Hierdoor blijven het vermogen en de kredietwaardigheid van de onderneming in balans.